# Backhoppning vid olympiska vinterspelen 1924
Vid olympiska vinterspelen 1924 utövades enbart en disciplin i backhoppning. Den hölls måndagen den 4 februari 1924. Tävlingen var annorlunda. Den rätta bronsmedaljören fick sin medalj först 1974. Ursprungligen kom Thorleif Haug på tredje plats, men ett räknefel hade skett. Felet upptäcktes 50 år senare och Anders Haugen fick bronsmedaljen under en ceremoni i Oslo 1974.

## Medaljörer
| Gren   | Guld                     | Silver            | Brons             |
| Herrar | Jacob Tullin Thams Norge | Narve Bonna Norge | Anders Haugen USA |

## Resultat

### Herrar
Tävlingen hölls i "Le Mont" med en K-punkt på 50 meter.
| Pl. | Namn | Poäng |
| --- | ---- | ----- |

## Deltagare
Totalt deltog 27 hoppare från nio länder:
- Finland (2)
- Frankrike (4)
- Italien (2)
- Norge (4)
- Polen (1)
- Schweiz (4)
- Sverige (4)
- Tjeckoslovakien (3)
- USA (3)